# Rosy Urbina
Rosa Irene Urbina Castañeda (Tapachula, Chiapas, 7 de julio de 1966), conocida como Rosy Urbina, es una política y abogada mexicana, miembro fundador del partido Movimiento Regeneración Nacional (Morena). Desde el 29 de agosto de 2024 es diputada federal por el Distrito 12 de Chiapas, para la LXVI Legislatura. Es reconocida por ser la primera mujer electa como presidenta municipal de Tapachula, y ha desempeñado diversos cargos en la administración pública, como regidora, síndico y alcaldesa.

## Biografía
Urbina Castañeda nació en Tapachula el 7 de julio de 1966, estudió Derecho en la Universidad Autónoma de Chiapas y en el Centro de Estudios Superiores de Tapachula. Además, cuenta con una maestría en Ciencias de la Educación y ha sido docente universitaria en la Escuela Superior de Trabajo Social. Está casada con el arquitecto Tomás Gerardo Rubiera Espadas, con quien tiene cuatro hijos

## Carrera
Urbina inició su carrera política en 2014, cuando se unió al Morena por invitación de uno de sus fundadores, donde impulsó el crecimiento de Morena en Tapachula. Participó activamente en la transformación de Morena en partido político a nivel nacional y local. Tras su primera elección, fue elegida como regidora plurinominal en el gobierno de Neftalí del Toro (2015-2018), representando a Morena, y en 2018 se desempeñó como síndico municipal. 
Durante la administración del presidente municipal Óscar Gurría Penagos, Urbina se desempeñó como síndico municipal de Tapachula. Tras el fallecimiento de Gurría en febrero de 2020, fue nombrada presidenta municipal sustituta por el Congreso del Estado. En 2021 sería ratificada como presidenta municipal constitucional de la demarcación, convirtiéndose en la primera mujer electa para en ocupar este cargo.Su gestión destacó en áreas como seguridad, desarrollo económico y obras públicas. 
En 2024, fue electa como diputada federal por el Distrito 12 de Chiapas, integrándose a la LXVI Legislatura.